# El Mogote, Hidalgo
El Mogote är en ort i Mexiko.   Den ligger i kommunen Nopala de Villagrán och delstaten Hidalgo, i den sydöstra delen av landet, 90 km norr om huvudstaden Mexico City. El Mogote ligger 2 366 meter över havet och antalet invånare är 111.
Terrängen runt El Mogote är kuperad åt sydväst, men åt nordost är den platt. Runt El Mogote är det ganska tätbefolkat, med 185 invånare per kvadratkilometer. Närmaste större samhälle är Nopala de Villagran, 15,3 km nordväst om El Mogote. I omgivningarna runt El Mogote växer huvudsakligen savannskog.